# Emil Solařík
Emil Solařík (27. října 1921 Rožnov pod Radhoštěm – 24. května 1970 Ústí nad Labem) byl český sochař, keramik a grafik.

## Životopis
Pocházel z umělecké rodiny. Byl synem známého keramického malíře a designéra Karla Solaříka (narozeného 1893) a bratrem akademického malíře a grafika Karla Solaříka (narozeného 1915).
V letech 1936–1940 studoval na Koedukačním učitelském ústavu ve Valašském Meziříčí. V roce 1942 následovala studia oboru sochařství na Škole umění ve Zlíně u profesorů Vincence Makovského a Karla Hofmana. Mezi roky 1943–1949 studoval v ateliéru sochařství u profesora Karla Dvořáka na Vysoké škole uměleckoprůmyslové v Praze. Studia dokončil po válce. Roku 1947 se přesunul do Ústí nad Labem za svojí manželkou Filomenou Anderlovou. Spoluzaložil zde severočeskou pobočku Svazu výtvarných umělců. Se svojí manželkou měl dvě dcery.
Zabýval se pracemi pro architekturu, portrétní a pomníkovou tvorbou a keramikou. V jeho dílech převažovaly figurální kompozice s rodinnou tematikou. Během spolupráce s Beskydským divadlem v Novém Jičíně se zabýval také scénografií. Práci na větších dílech mu znemožnila choroba srdce. V pozdější části své profesní kariéry se zabýval komorní plastikou, užitou drobnou grafikou, karikaturami a kresbou. V kulturním domě v Ústí nad Labem měl několik let na starosti výtvarný kroužek.
Ke konci 40. let začal vystavovat společně se severočeskými výtvarníky v Ústí nad Labem a v Praze. Vlastní výstavy pořádal v Teplicích roku 1960 a v Ústí nad Labem roku 1961.
Zúčastnil se soutěže na památník bitvy u Ústí nad Labem.
Je zastoupen ve sbírkách Městského muzea v Ústí nad Labem.

## Dílo
- Autorem základního kamene Národního divadla[3][6]
- Busta J. Fučíka (ve spolupráci s Jiřím Bradáčkem a Václavem Kyselkou)[7]
- 1956: Pomník Rudé armády v Ústí nad Labem (spoluautor)[1]
- 1956: Reliéf pro učňovský klub v Meziboří[1]
- 1959: Pomník Rudé armády v Lovosicích[1]
- 1959: Reliéf pro Divadlo hudby v Ústí nad Labem[1]
- 1961: Reliéf pro restauraci v Bílině[1]
- 1961: Podžatecká kašna v Mostě[1]
- 1961: Busta M. Gorkého pro Krajskou knihovnu v Ústí nad Labem[1]
- 1961: Plastika pro ZOO v Ústí nad Labem[1]
- 1961: Kovová plastika, sídliště v Chomutově[1]
- 1961: Keramické reliéf v Žatci[1]